# Акишима
Акишима (јап. 昭島市) град је у Јапану у префектури Токио. Према попису становништва из 2005. у граду је живело 110.143 становника.

## Становништво
Према подацима са пописа, у граду је 2005. године живело 110.143 становника.
| 1995.   | 2000.   | 2005.   |
| ------- | ------- | ------- |
| 107.292 | 106.532 | 110.143 |